# Dure
La Dure est une  rivière du Sud de la France coulant dans le département de l'Aude, et un affluent gauche de la Rougeanne, donc un sous-affluent du fleuve l'Aude par le Fresquel.

## Géographie
C'est une rivière qui prend sa source dans le Massif central, sur le versant méridional de la Montagne noire, au lieu-dit Abrial bas sur la commune de Laprade, à 875 m d'altitude, dans le département de l'Aude. Elle traverse le lac de Laprade-Basse au hameau de la commune de Cuxac-Cabardès.
Elle rencontre l'Alzeau à Montolieu et ils forment la Rougeanne, à 149 m d'altitude, qui se jette dans le Fresquel, affluent de l'Aude.
La longueur de son cours d'eau est de 26,9 km.

### Communes et cantons traversés
Dans le seul département de l'Aude, la Dure traverse les huit communes suivantes, dans deux cantons, de l'amont vers l'aval, Laprade (source), Les Martys, Caudebronde, Cuxac-Cabardès, Fontiers-Cabardès, Brousses-et-Villaret, Saint-Denis, Montolieu (confluence).
Soit en termes de cantons, la Dure prend sa source et conflue dans le même canton de Montréal, mais traverse le canton de Villemoustaussou, le tout dans l'arrondissement de Carcassonne.

### Bassin versant
La Dure traverse une seule zone hydrographique 'Le Fresquel du Lampy à la Rougeanne incluse' (Y135) de 830 km2 de superficie. Le bassin versant de la Dure est de 66,5 km2.

### Organisme gestionnaire
L'organisme gestionnaire est le syndicat intercommunal d'Aménagement hydraulique du bassin versant du Fresquel.

## Affluents
La Dure a sept affluents contributeurs référencés :
- le ruisseau des Corbières, 2,6 km sur les deux communes de Cuxac-Cabardès et Labruguière.
- le ruisseau des Neuf fontaines,
- la Vialesque,
- le ruisseau d'Arfeil, avec deux affluents :
  - le ruisseau de Bastouil,
  - le ruisseau de la Combe,
- le ruisseau du Pousset : 4,4 km
- le Linon : 11,3 km avec un affluent :
  - le ruisseau de l'Aiguille,
- le ruisseau de la Dussaude,

### Rang de Strahlr
Donc le rang de Strahler de la Dure est de trois.

## Hydrologie
La Dure a été observée à la station Y1355410 la Dure aux Martys de 1973 à 1995, pour un bassin versant de 12,8 km2, à 765 m d'altitude.

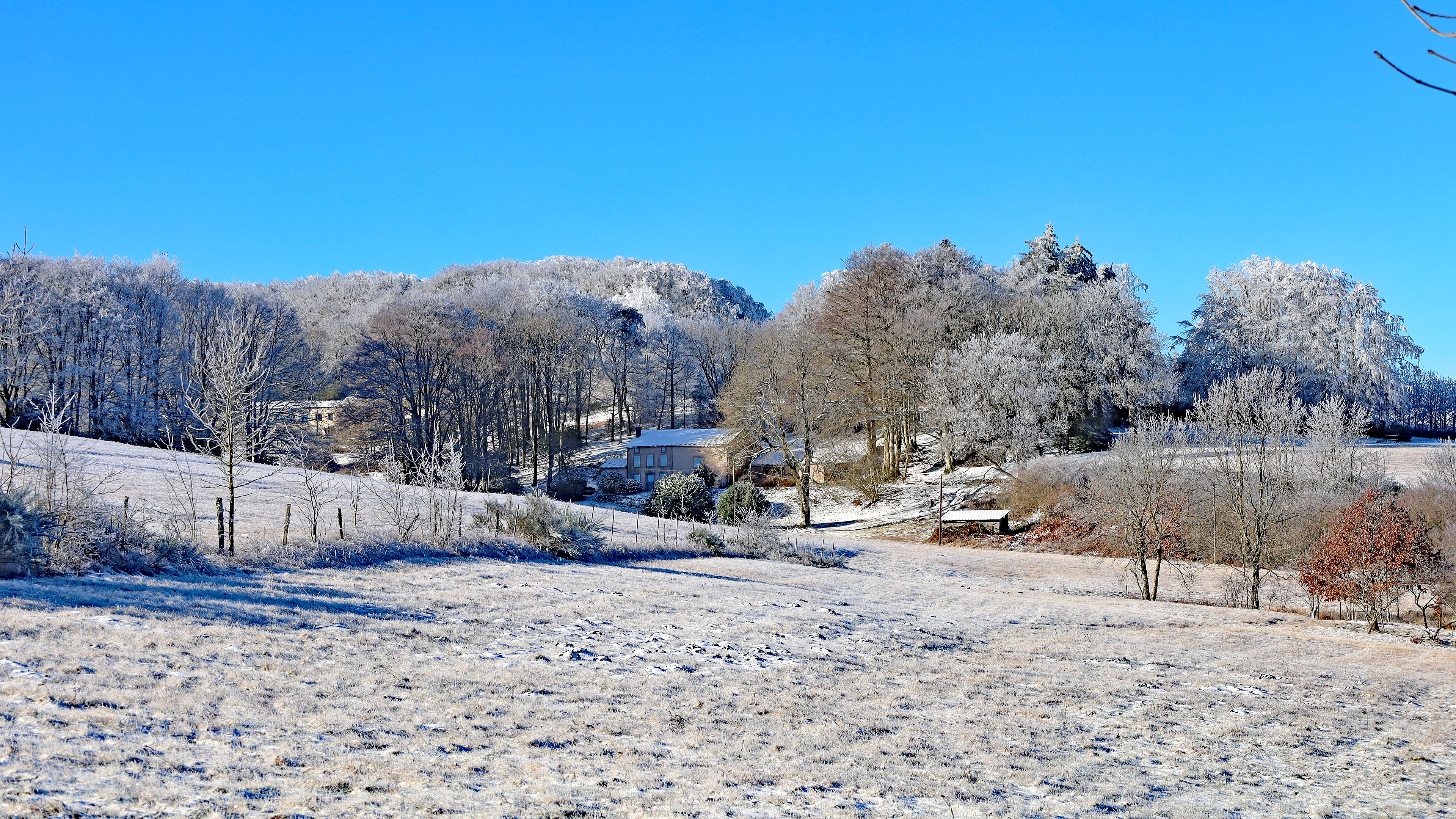
Co d'Abrial commune de Laprade source de la Dure.

Le module y est de 0,417 m3/s.